# Paolo Collo
Paolo Collo (Torino, 1950) è un traduttore italiano.

## Biografia
Inizia a lavorare per Einaudi nel 1973: vi rimane per 35 anni, divenendone caporedattore centrale; poi nominato responsabile della pubblicazione delle opere in spagnolo e portoghese, traducendone alcune personalmente. Nel 1988 ha vinto il XVIII Premio "Leone Traverso" opera prima per la traduzione di Il Mandarino - La Buonanima di Eça de Queiroz. Nel 2008 è stato insignito dal Presidente della Repubblica Giorgio Napolitano del Premio Nazionale per la Traduzione.
Ha inoltre vinto il Premio Elsa Morante, il Premio Cervantes, il Premio Trieste-Poesia, il Premio Outis e il Premio Battipaglia per la Drammaturgia Nazionale.
Critico letterario di "Arcoiris", "La porta di vetro", "La Stampa-Tuttolibri", "la Repubblica", "il Fatto Quotidiano", "l'Unità".

## Opere
- "Nota introduttiva", in Edward Albee, "Chi ha paura di Virginia Woolf?", Torino, Einaudi 1970
- "Il Regio manicomio di Torino: nascita e sviluppo di un'istituzione totale", (con Claudio Cagliero), in "Follia, psichiatria e società", Milano, Franco Angeli, 1982
- "Introduzione", in Ludovico Antonio Muratori, "Il cristianesimo felice nelle missioni dei padri della Compagnia di Gesù nel Paraguai, Palermo, Sellerio, 1985
- "Son queste donne di carnagione assai chiara", in "Sport", n° 0, giugno 1985
- "Tsushima e l'Italia", in Frank Thiess, "Tsushima", Torino, Einaudi, 1986
- "Introduzione", in Francesco Carletti, "Ragionamenti del mio viaggio intorno al mondo", Torino, Einaudi, 1989
- "Sangue e ori d'America" (con C.Acutis, S.Benso, E.Gay, A.Morino, S.Piloto di Castri), in "L'America dei Lumi", Torino, La Rosa, 1989
- "I nodi e le lettere", in "L'America dei Lumi", Torino, La Rosa, 1989
- "L'intervento miracoloso nel Nuovo Mondo convertito", in "L'America tra reale e meraviglioso. Scopritori, cronisti, viaggiatori", Roma, Bulzoni, 1990
- "Introduzione", in Bartolomé de Las Casas, "Brevissima relazione della distruzione delle Indie, San Domenico di Fiesole, Edizioni Cultura della Pace, 1991
- "Una storia di storie", in "Il costume antico e moderno di Giulio Ferrario", Torino, Allemandi, 1992
- La storia del Cid Campeador e del re di Castiglia", Torino, Einaudi Ragazzi, 1993
- "L'utopia e la guerra: l'esperimento dei gesuiti in Paraguay", San Domenico di Fiesole, Edizioni Cultura della Pace, 1993
- "Se permettete parliamo di donne", in Elio Modigliani, "L'isola delle donne", Torino, EDT, 1993
- "Una lettera anonima dal Nuovo Mondo", in "Il letterato tra miti e realtà del Nuovo Mondo: Venezia, il Mondo Iberico e l'Italia", Roma, Bulzoni, 1994
- "Ramusio: l'antologia del mondo", in "Indizi", n° 2, 1994
- "Cristoforo Colombo e il Paradiso Terrestre", in "Andando màs màs se sabe", Roma, Bulzoni, 1994
- "Dizionario della tolleranza" (con Frediano Sessi), Milano, Bompiani, 1995
- "Poe, Pessoa, e gli altri", in "The Raven, Ulaume, Annabel Lee di Edgar Allan Poe nella traduzione di Fernando Pessoa", Torino, Einaudi, 1995
- "Le vite di Alonso de Contreras: un ejemplo superlativo y quìmicamente puro del hombre aventurero", in "Scrivere le vite", Torino, Tirrenia Stampatori, 1996
- "Soriano e il fùtbol", in Osvaldo Soriano, "Fùtbol. Storie di calcio", Torino, Einaudi, 1998 e 2006
- "Mai più" (con Alessandra Serra), in "Lo stato delle cose" (Premio Outis 1999 e Premio Battipaglia per la Drammaturgia Nazionale 2000), bimestrale, 8-9/1999
- "Horacio Ferrer e la letteratura fantastica", in "Marìa de Buenos Aires", Palermo, Teatro Massimo, 1999
- "Istruzioni letterarie per naufraghi. Una biblioteca per le isole", in "Alp", n° 168, 1999
- "Borgestango", Roma, Fondazione RomaEuropa, 2000
- "El oro, la cruz y la espada", in "Uniòn", Revista de Literatura y Arte, La Habana, Febrero 2000
- "Diccionario de la tolerancia" (con Frediano Sessi), Bogotà, Grupo Editorial Norma, 2001
- "Einaudi e la traduzione d'autore", in "Editoria e traduzioni d'autore, Monselice, 2001
- "Biografia di Osvaldo Soriano", in Eduardo Montes-Bradley, "Osvaldo Soriano", Milano, Sperling & Kupfer, 2001
- "Einaudi e la traduzione d'autore", in "Premio città di Monselice", nn. 25-26-27, Padova, Il Poligrafo, 2002
- "Un romanzo in tre minuti", in "Tango" (con Ernesto Franco), Torino, Einaudi 2002
- "I percorsi di Pessoa", in Fernando Pessoa, "Messaggio", Firenze, Passigli, 2003
- "Postfazione", in Eça de Queiroz, "Il Mandarino", Firenze, Passigli, 2004
- "Nell'Inferno di Rulfo", in "Realismo Magico", Udine, Forum, 2005
- "Postfazione", in Eça de Queiroz, "La buonanima", Firenze, Passigli, 2005
- "Nota del Curatore", in Fernando Pessoa, "Erostrato", Firenze, Passigli 2006
- "Argentina; Cile; Operazione Condor; Realismo magico", in "Annisettanta", Milano, Skira, 2007
- "Passaggi / Pasajes", in "Rendiconti", Cuneo, Nerosubianco, 2007
- "Quella piccola avventura che è il racconto" (con Glauco Felici), in Osvaldo Soriano, "I racconti degli anni felici. 1974-1996", Torino, Einaudi, 2007
- "Il Maestro", in Fernando Pessoa, "Il custode di greggi", Firenze, Passigli 2007
- "Vite di Fernando Pessoa scritte da sé medesimo", Firenze, Passigli, 2007
- "Prologo I. I due Ricardo Reis", in Fernando Pessoa, "Poesie d'amore di Ricardo Reis", Firenze, Passigli, 2007
- "Pessoa giornalista: uno e due", in Fernando Pessoa, "Cronache della vita che passa" seguito da "Il caso Aleister Crowley", Firenze, Passigli 2008
- "Dario Fo, l'anarchia, il teatro", in "Rendiconti", Cuneo, Nerosubianco, 2008
- "Piccole stanze per la morte di mio padre e di mia madre" (poesie), Trieste, FrancoPuzzoEditore, 2008, ISBN 978-88-88475-24-0
- "Postfazione", in Julio Llamazares, "La pioggia gialla", Firenze, Passigli, 2009
- "Juan Bas e il Doppelganger", in Juan Bas, "Voracità", Milano, Alacràn, 2009
- "Tutte le lettere d'amore sono ridicole", in Fernando Pessoa, "Finzioni d'amore", Firenze, Passigli 2009
- "Prefazione", in Fernando Pessoa, "L'ultimo sortilegio e altre poesie", Trieste, FrancoPuzzoEditore, 2009
- "La cultura dell'esilio", in "Scrivere altrove. Identità e pratiche di racconto dei nuovi cittadini", "Communitas", numero 43,  Luglio 2010
- "Mai più! - Reparto 6" (teatro), con Alessandra Serra, Cuneo, Nerosubianco, 2011
- "Nota biografica e Nota bibliografica", in Fernando Pessoa, "Nei giorni di luce perfetta", Milano, RCS, 2011
- "Non ho voluto sapere ma ho saputo", in "Javier Marias. Quarant'anni di libri", Foggia, Il Giannone, 2011
- "Il passato è una curiosa creatura" (romanzo), Firenze, Passigli, 2011
- "Cronologia e nota al testo", in Fernando Pessoa, "Libro dell'inquietudine", Torino, Einaudi 2012
- "Nota del curatore", in Fernando Pessoa, "Ode marittima", Firenze, Passigli, 2013
- "Postfazione", in Fernando Pessoa, "Oppiario", Firenze, Passigli, 2014
- "Il testimone. L'impossibile ieri", in AA.VV., "La scelta dei matti", in  "Il Presente e la Storia", n. 88, dicembre 2015
- "Fernando Pessoa poeta", in "L'Angolo della poesia", Pesaro, 20 luglio 2016
- "Un lungo viaggio. La letteratura latinoamericana e la Casa editrice Einaudi" in  Aa.Vv., Tra le Americhe e l'Italia, scritti per Alberto Filippi nel suo Ottantesimo Anniversario, Napoli,  Editoriale Scientifica.  2022
- "L'idea platonica del tango" (con Ernesto Franco, in "Tango" (nuova edizione) Genova, il nuovo melangolo, 2024
- "Il mio nome è Legione. Fernando Pessoa e gli Altri". Venezia, Amos Edizioni 2024.

### Curatele
- Karl Marx, "Lineamenti fondamentali di critica dell'economia politica ('Grundrisse'), (indice analitico), Torino, Einaudi, 1976
- Lodovico Antonio Muratori, Il cristianesimo felice nelle missioni dei padri della Compagnia di Gesù nel Paraguai, Palermo, Sellerio, 1985
- Sogno: Bamba, Pemba, Ovando e altre contrade dei regni di Congo, Angola e adiacenti, Milano, Ricci, 1986
- Francesco Carletti, Ragionamenti del mio viaggio intorno al mondo, Torino, Einaudi, 1989
- Bartolomé de las Casas, Brevissima relazione della distruzione delle Indie, San Domenico, Edizioni Cultura della Pace, 1991
- Gli italiani: 1492-1565. Torino, Einaudi, 1991 (con Pier Luigi Crovetto)
- Leonardo Boff, La teologia, la Chiesa, i poveri: una prospettiva di liberazione, Torino, Einaudi, 1992
- Cristoforo Colombo; Consuelo Varela (a cura di), Gli scritti, Torino, Einaudi, 1992
- Giulio Ferrario, Pagine e tavole da Il costume antico e moderno, Torino, Allemandi, 1992
- L'utopia e la guerra: l'esperimento dei gesuiti in Paraguay, San Domenico, Edizioni Cultura della Pace, 1993
- Edgar Allan Poe; Fernando Pessoa, The raven; Ulalume; Annabel Lee/O Corvo; Ulalume; Annabel Lee, Torino, Einaudi, 1995
- Frances Goodrich; Albert Hackett, Il diario di Anne Frank, Torino, Einaudi, 1997
- Osvaldo Soriano, Fútbol: storie di calcio, Torino, Einaudi, 1998
- Jorge Luis Borges, "Borges e l'architettura", Torino, Testo&Immagine, 1998
- José Saramago, Romanzi e racconti, Milano, Mondadori, 1999 (2 voll.)
- Jorge Luis Borges, "Evaristo Carriego", Torino, Einaudi, 1999
- Fernando Pessoa; Fernando Cabral Martins (a cura di), Messaggio, Firenze, Passigli, 2000
- Tango, Torino, Einaudi, 2002
- Jorge Amado, Romanzi, Milano, Mondadori, 2002
- José Saramago, Il racconto dell'isola sconosciuta, Torino, Einaudi, 2003
- Fernando Pessoa, "Erostrato o la ricerca dell'immortalità", Firenze, Passigli, 2006
- Osvaldo Soriano, I racconti degli anni felici: 1974-1996, Torino, Einaudi, 2007
- Guevariana: racconti e storie sul Che, Torino, Einaudi, 2007
- Fernando Pessoa, "Poesie d'amore di Ricardo Reis, Firenze, Passigli, 2007
- Fernando Pessoa, "Il custode di greggi", Firenze, Passigli, 2007
- Juana Inés de la Cruz, "Versi d'amore e di circostanza", Torino, La Biblioteca, 2008
- Fernando Pessoa, "Cronache della vita che passa, Firenze, Passigli, 2008
- Fernando Pessoa, "L'ultimo sortilegio e altre poesie", Trieste, FrancoPuzzoEditore, 2009
- Juan Bas, "Voracità", Milano, Alacràn, 2009
- Julio Llamazares, "La pioggia gialla", Firenze, Passigli, 2009
- Fernando Pessoa, "Finzioni d'amore. Lettere con Ofélia Queiroz, Firenze, Passigli, 2009
- José Saramago, Quaderni di Lanzarote, Torino, Einaudi, 2010
- Carlos Moreira Azevedo e Luciano Cristino, "Enciclopedia di Fatima", Siena, Cantagalli, 2010
- Fernando Pessoa, "Nei giorni di luce perfetta", Milano, RCS, 2011
- Fernando Pessoa, "Libro dell'inquietudine", Torino, Einaudi 2012
- Fernando Pessoa, "Ode marittima", Firenze, Passigli 2013
- Juan Rulfo, "Pedro Paramo" (nuova edizione), Torino, Einaudi 2014
- Osvaldo Soriano, "Futbol. Storie di calcio" (nuova edizione), Torino, Einaudi 2014

### Traduzioni
- Wlodzimierz Siwinski, "Accumulazione", in "Enciclopedia 1", Torino, Einaudi, 1977
- Mieczyslaw Nasilowski, "Distribuzione", in "Enciclopedia 4", Torino, Einaudi, 1978
- Leonatdo Boff, "Una prospettiva di liberazione", Torino, Einaudi, 1987
- José Maria Eça de Queiroz, Il Mandarino - La Buonanima, Torino, Einaudi, 1988
- Alonso de Contreras, Storia della mia vita, Genova, Il melangolo, 1996 (anche curatela)
- Homero Manzi, "Malena", in "Lunario dei giorni d'amore", Torino, Einaudi, 1998
- Jorge Luis Borges, Evaristo Carriego, Torino, Einaudi, 1999
- Javier Marìas, "Oscar Wilde dopo il carcere", in Oscar Wilde, "Il ritratto di Dorian Gray", Torino, Einaudi, 2000
- Pedro Almodóvar, Tutto su mia madre, Torino, Einaudi, 2000
- Ernesto Sabato, Il tunnel, Torino, Einaudi, 2001
- Juan Ruffo, Pedro Páramo, Torino, Einaudi, 2004
- Emilia Pardo Bazan, "L'ultima illusione di don Giovanni", in "Storie di don Giovanni", Milano, RCS, 2004
- Jorge Amado, La doppia morta di Quincas l'Acquaiolo, Torino, Einaudi, 2005
- Antonio Skarmeta e altri, "Il mio nome è Nessuno. Global Novel", Torino, Einaudi, 2005
- Martín de Riquer, Don Chisciotte e Cervantes, Torino, Einaudi, 2005
- Jorge Semprún, Vivrò col suo nome, morirà con il mio, Torino, Einaudi, 2005
- Antonio Skármeta, Il ballo della Vittoria, Torino, Einaudi, 2005
- Antonio Skármeta, Borges, e altre storie d'amore, Torino, Einaudi, 2007
- Bernardo Atxaga, "Un crepaccio nella neve ghiacciata", in "Racconti di montagna", Torino, Einaudi, 2007
- Antonio Skarmeta", Prologo a "Il postino di Neruda", Torino, Einaudi, 2007
- Carla Guelfenbein, La donna della mia vita, Torino, Einaudi, 2008
- Gonçalo M. Tavares, "Autobiografia", Trieste, FrancoPuzzoEditore, 2008
- Fernando Pessoa, Cronache della vita che passa; Il caso Aleister Crowley, Bagno a Ripoli, Passigli, 2008
- Fernando Pessoa, I casi del dottor Abilio Quaresma, Roma, Cavallo di ferro, 2009
- Fernando Pessoa, Finzioni d'amore: lettere con Ofélia Queiroz, Bagno a Ripoli, Passigli, 2009
- Fernando Pessoa, "Gatto che giochi per strada", in "I gatti lo sapranno. Il gatto e i suoi poeti", Firenze, Passigli, 2010
- Fernando Savater, "Pirati e altri avventurieri. L'arte di raccontare storie", Firenze, Passigli, 2010
- Antonio Skarmeta, "Diciotto carati", Roma, Rai-Eri, 2010
- Cristoforo Colombo, "Il ritorno", in "Racconti di vento e di mare", Torino, Einaudi, 2010
- Fernando Savater, "Luoghi lontani e mondi immaginari. Grandi storie di avventura e di fantascienza", Firenze, Passigli, 2011
- Mario Vargas Llosa, "Elogio della lettura e della finzione", Torino, Einaudi, 2011
- Carlos Barral, Il volo oscuro del tempo: memorie di un editore poeta, 1936-1987, Milano, Il saggiatore, 2011
- Fernando Pessoa, Ode marittima, Firenze, Passigli, 2013
- Fernando Pessoa, Oppiario, Firenze, Passigli, 2014
- Juan Rulfo, Il gallo d'oro, Torino, Einaudi, 2015
- Victoria Ocampo, Dialogo con Borges, Milano, Archinto, 2015
- Fernando Savater, "Educare per autodifesa", Premio del Mediterraneo, 2017
- Juan José Millàs, Dall'ombra, Torino, Einaudi, 2017
- Gustavo Adolfo Bécquer, Rime, Venezia, Amos Edizioni, 2018
- Fernando Pessoa, Mensagem (edizione speciale per A Brasileira do Chiado), O Valor do Tempo, Lisbona, 2023
- Fernando Pessoa, Messaggio (nuova edizione), Amos Edizioni, Venezia, 2024